# Biedrzeniec wielki
Biedrzeniec wielki (Pimpinella major L. Huds) – gatunek rośliny z rodziny selerowatych. Występuje w dużej części Europ – brak go na południowych krańcach kontynentu (Portugalia, wyspy na Morzu Śródziemnym, Grecja) i na północy (Islandia, w Norwegii i Finlandii rośnie introdukowany). Zdziczały rośnie także w północno-wschodniej części Stanów Zjednoczonych. W Polsce roślina pospolita w południowej części kraju, rozpowszechniona w zachodniej i północnej, ale rzadka w województwie mazowieckim i podlaskim.

## Morfologia

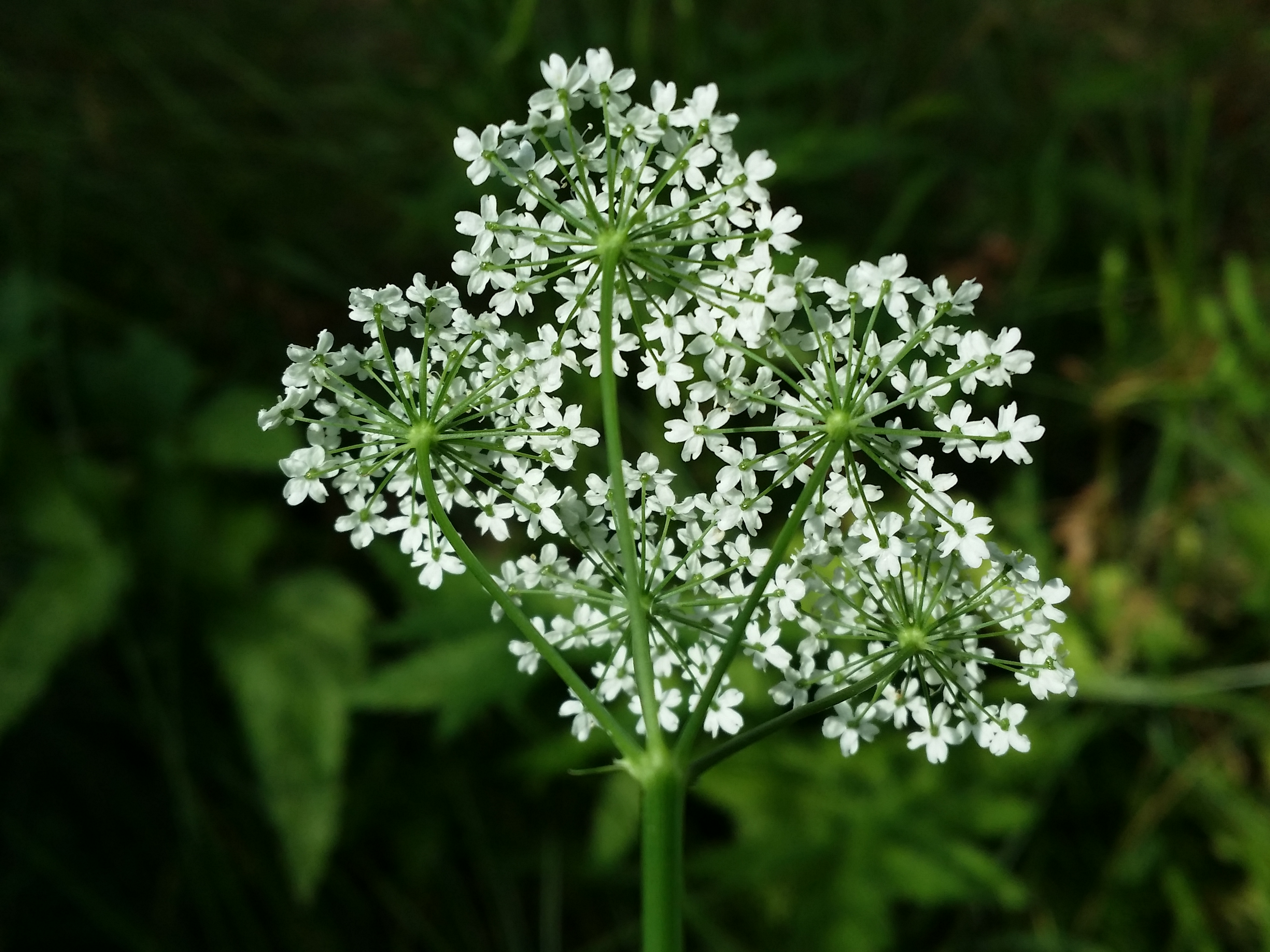
Baldach od spodu

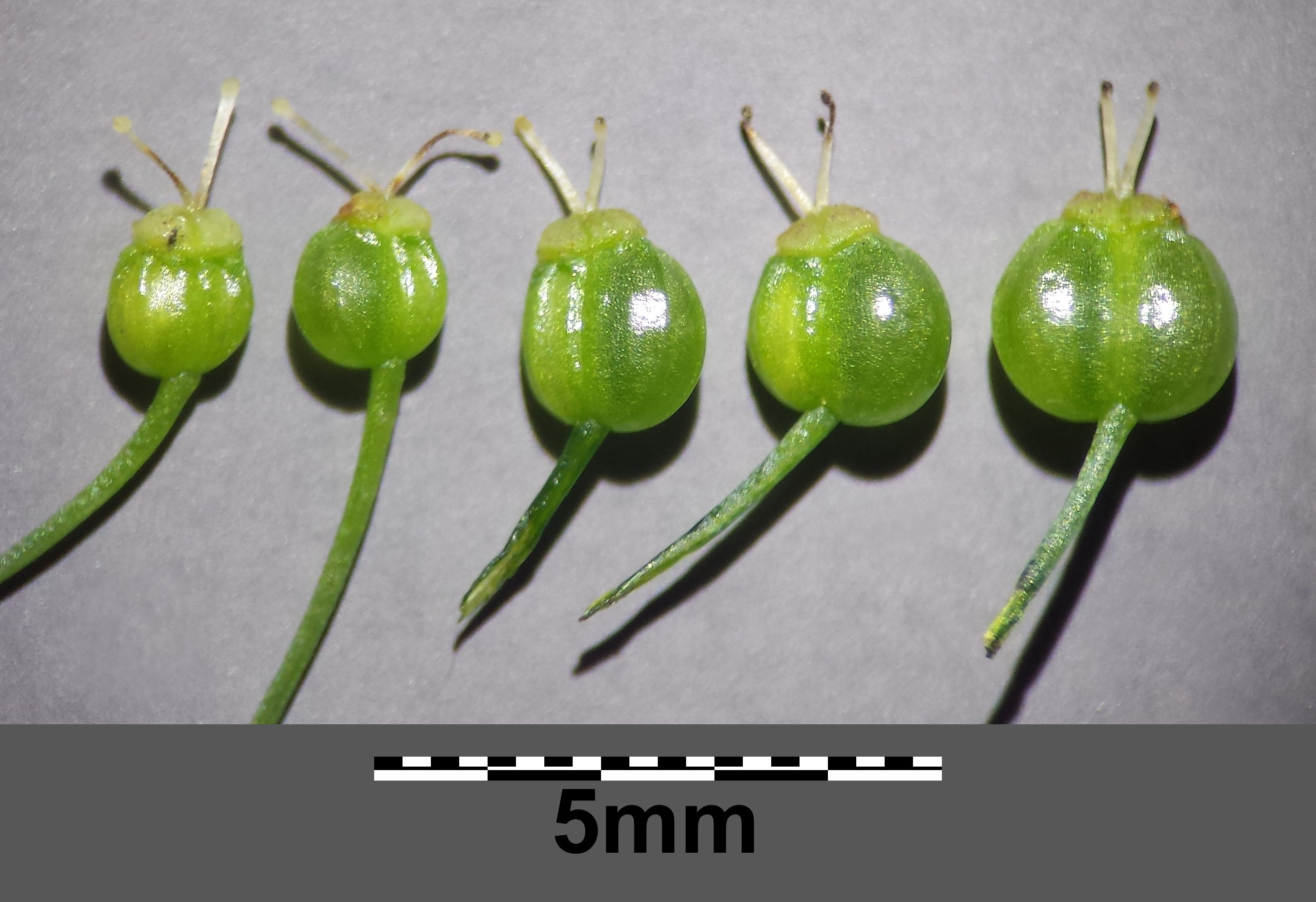
Owoce

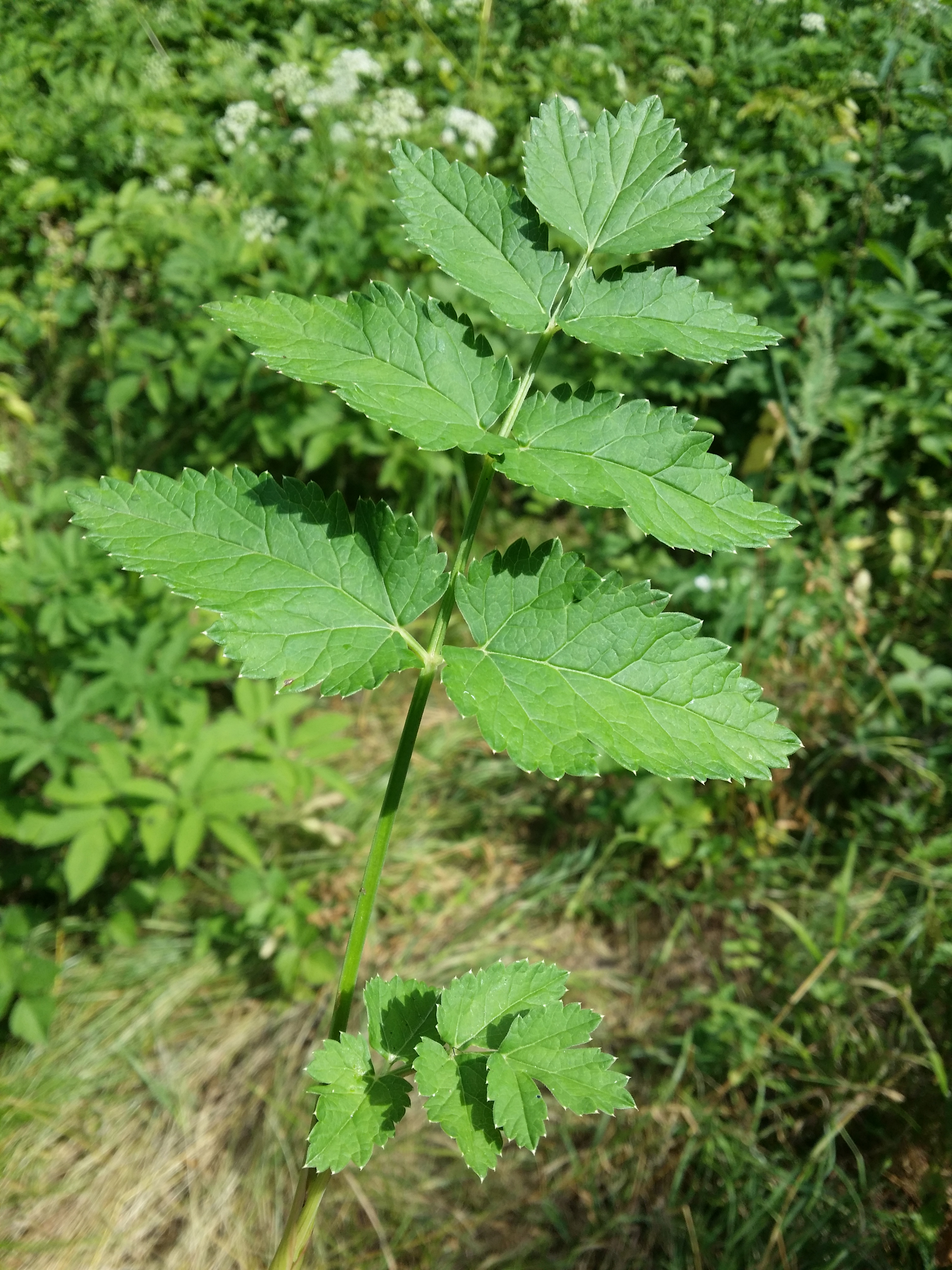
Liść

PokrójRoślina zielna osiągająca do 100 cm wysokości. Korzeń jest wrzecionowaty, rozgałęziony, u starszych roślin wyrasta z niego kilka pędów. Łodyga jest wzniesiona, dęta, z ostrymi kantami i głębokimi bruzdami, naga, rzadziej nieco owłosiona, rozgałęziająca się w górze.
LiściePierzaste, dolne długoogonkowe, średnie i górne u nasady z obłonioną na brzegu pochwą liściową. Dolne liście są pojedynczo, rzadko podwójnie pierzaste, z 2–4 (rzadko większą liczbą) parami listków. Listki mają kształt jajowaty i osiągają do 7 cm długości oraz 4 cm szerokości. Listek szczytowy jest trójwrębny lub trójklapowy. Liście łodygowe są słabiej podzielone i mają węższe listki.
KwiatyDrobne, zebrane w baldaszki, a te w liczbie od 7 do 15 w baldach złożony (zwisły przed kwitnieniem). Zwykle brak pokryw i pokrywek (jeśli występują to w formie szczątkowej). Płatki korony są białe, rzadziej różowe i osiągają do 1,5 mm długości. Słupki o szyjkach do 2 mm długości i nagiej zalążni.
OwoceNagie rozłupki jajowate, od 2,5 do 5,5 mm długości i do 2 mm szerokości.

## Biologia i ekologia
Bylina, hemikryptofit. Kwitnie od czerwca do sierpnia. Występuje na mezofilnych łąkach, w ziołoroślach i zaroślach. Preferuje stanowiska otwarte, umiarkowanie naświetlone, umiarkowane warunki klimatyczne. Gleby obojętne, zasobne, wilgotne. 
W klasyfikacji zbiorowisk roślinnych jest gatunkiem charakterystycznym dla rzędu Arrhenatheretalia. 